# Zombie (Internet)
In der Informationstechnik bezeichnet der Begriff Zombie oder auch Bot einen an das Internet angeschlossenen Computer, der durch Würmer, Viren oder „Trojaner“ von Hackern kontrolliert und ferngesteuert wird, meist ohne dass der Benutzer es merkt. Einen Verbund ferngesteuerter Computer nennt man „Botnetz“, „Zombie-Netz“ oder „Zombie-Farm“.
Die Kaperung von PCs wird dadurch begünstigt, dass die Nutzer kein Virenschutzprogramm installieren oder ihre Firewalls falsch konfigurieren und dass Betriebssysteme oder installierte Software Sicherheitslücken aufweisen, die lange nicht beseitigt werden. Ebenfalls betroffen sind Kleinsysteme, die an das Internet angeschlossen sind (wie Raspberry Pi, Banana Pi, aber auch Überwachungskameras und Smart-Home Geräte). Diese werden häufig mit Standard-Anmeldedaten ausgeliefert (wie Benutzer: pi, Passwort: raspberry), die bekannt sind und daher umgehend geändert werden sollten.
Diese Gruppen von gekaperten Zombierechnern werden von den Betreibern von Botnetzen für illegale Aktivitäten genutzt bzw. an Auftraggeber vermietet, unter anderem zur Verbreitung von Spam-Mails und für Angriffe auf Internet-Server per Denial of Service, zur Kaperung weiterer Rechner, zum Ausspähen von Zugangsdaten per Phishing oder zur Verschleierung des Ausgangspunktes von Angriffen.
Die Zahl von Zombie-Verbünden wird auf dreistellige Millionen geschätzt. Betroffen sind meist Computer mit dem Betriebssystem Microsoft Windows. Vinton Cerf, der an der Entwicklung des Internet-Protokolls TCP/IP beteiligt war, geht davon aus, dass 100 bis 150 Millionen der ans Internet angeschlossenen Computer betroffen seien. Ebenso schätzt ein Hersteller von Sicherheitssoftware, McAfee, den Anteil infizierter Rechner auf etwa 25 %, was etwa 150 Millionen Computern entspricht. Die niedrigsten Schätzungen belaufen sich auf etwa 10 %, was etwa 60 Millionen Computer betreffen würde. Als Schutz vor solchen Angriffen empfehlen Fachredaktionen entsprechende Anti-Viren-Software und regelmäßige Sicherheitsaktualisierungen; bei sicherheitsrelevanten Anwendungen ein Härten des Betriebssystems.